# Черна чипоноса маймуна
Черната чипоноса маймуна (Rhinopithecus bieti) е вид бозайник от семейство Коткоподобни маймуни (Cercopithecidae). Видът е застрашен от изчезване.

## Разпространение
Има ограничено разпространение в Югозападен Китай, главно в провинцията Юннан и Тибетския автономен район.